# Bhaji
Bhaji là một món ăn rán (món chiên) có nguồn gốc từ tiểu lục địa Ấn Độ. Nó được làm từ các loại rau cay, phổ biến là hành, và có một số biến thể. Nó là một món ăn vặt phổ biến ở Ấn Độ. Ngoài ra, nó còn rất phổ biến ở Pakistan và nó có thể được bày bán ở các quầy hàng ven đường, đặc biệt là ở tapris (tiếng Marathi: टपरी) (trên đường phố) và dhabas (tiếng Punjab: ਢਾਬਾ) (trên đường cao tốc). Nó cũng là món khai vị phổ biến trong Ẩm thực Anh-Ấn trên khắp Vương quốc Anh.
Kỷ lục Guinness về chiếc onion bhaji lớn nhất được ghi nhận vào ngày 4 tháng 2 năm 2020, nặng 175,48 kilôgam (386 lb 13+3⁄4 oz) do Oli Khan và Nhóm Surma Takeaway Stevenage thực hiện.

## Đa dạng vùng miền
Bên ngoài khu vực Nam và Tây Ấn Độ, những chế phẩm như vậy thường được gọi là pakora. Các biến thể của nó bao gồm chili bajji, potato bajji, onion bajji, banana bajji và bread bajji (hoặc bread pakoda). Một phiên bản khác được gọi là bonda (ở khu vực Nam Ấn Độ), vada (ở Maharashtra) và Gota (ở Gujarat). Bonda có nhân khoai tây hoặc rau trộn trong khi Gota được làm bằng lá cỏ cà ri xanh.

## Ý nghĩa về văn hóa
Bhaji là một thành phần của ẩm thực Pakistan và Gujarati Marathi, Tamil, Kannada và ẩm thực Telugu của người Ba Tư truyền thống, được phục vụ vào những dịp đặc biệt và tại các lễ hội. Chúng thường được phục vụ với một tách cà phê, trà, hoặc một khẩu phần yameen truyền thống. Họ sử dụng ớt chuối để làm mirchi bhajji.
Onion bhaji thường được ăn như món khai vị trong các nhà hàng Anh-Ấn trước món chính, cùng với poppadoms và các món ăn nhẹ khác của Ấn Độ. Chúng có thể được phục vụ với một phần salad và lát chanh, hoặc với tương ớt xoài, và được chế biến theo cách truyền thống để có hương vị nhẹ.

## Hình ảnh

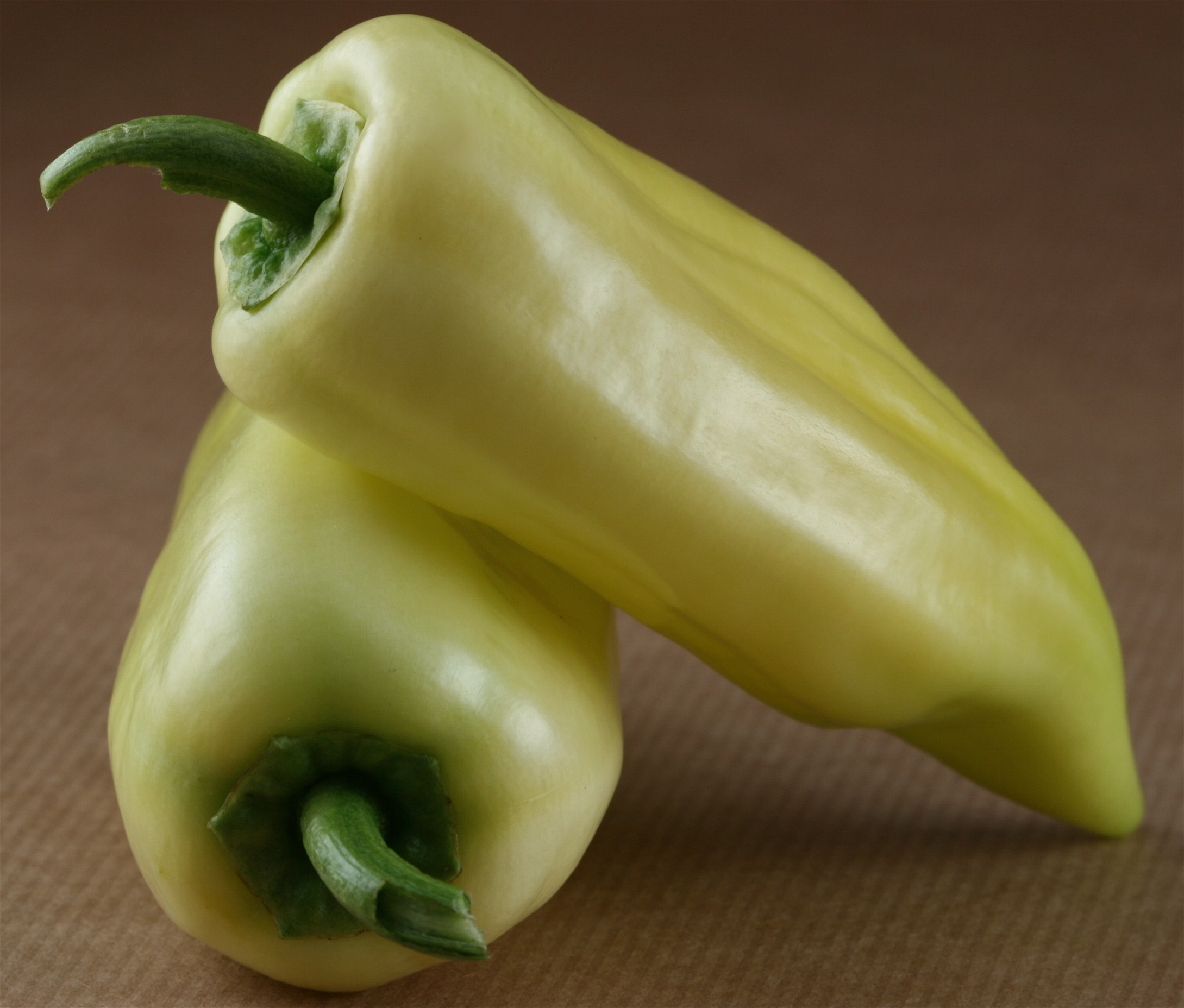
Ớt chuối sử dụng trong mirchi bhaji
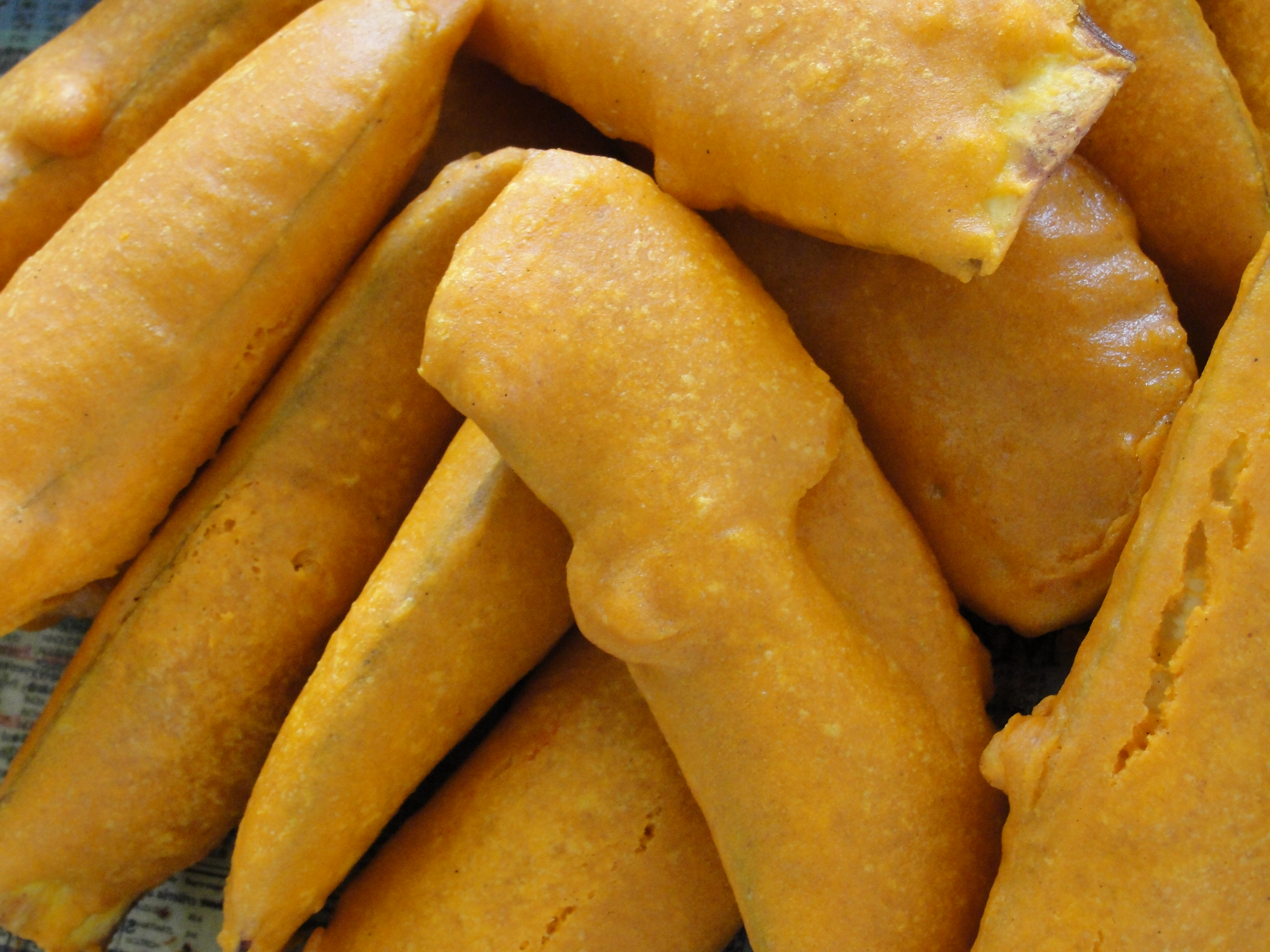
Cận cảnh bajji
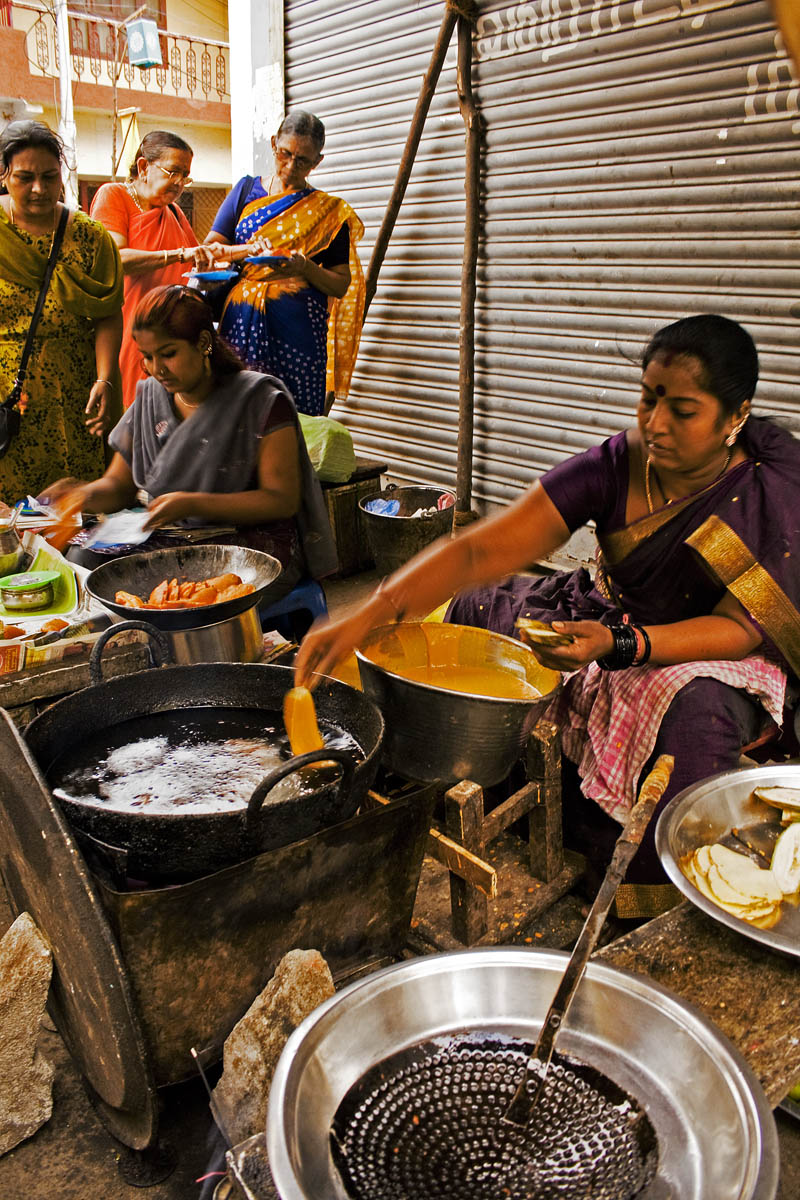
Sự chuẩn bị bajjis ở khu vực Nam Ấn Độ
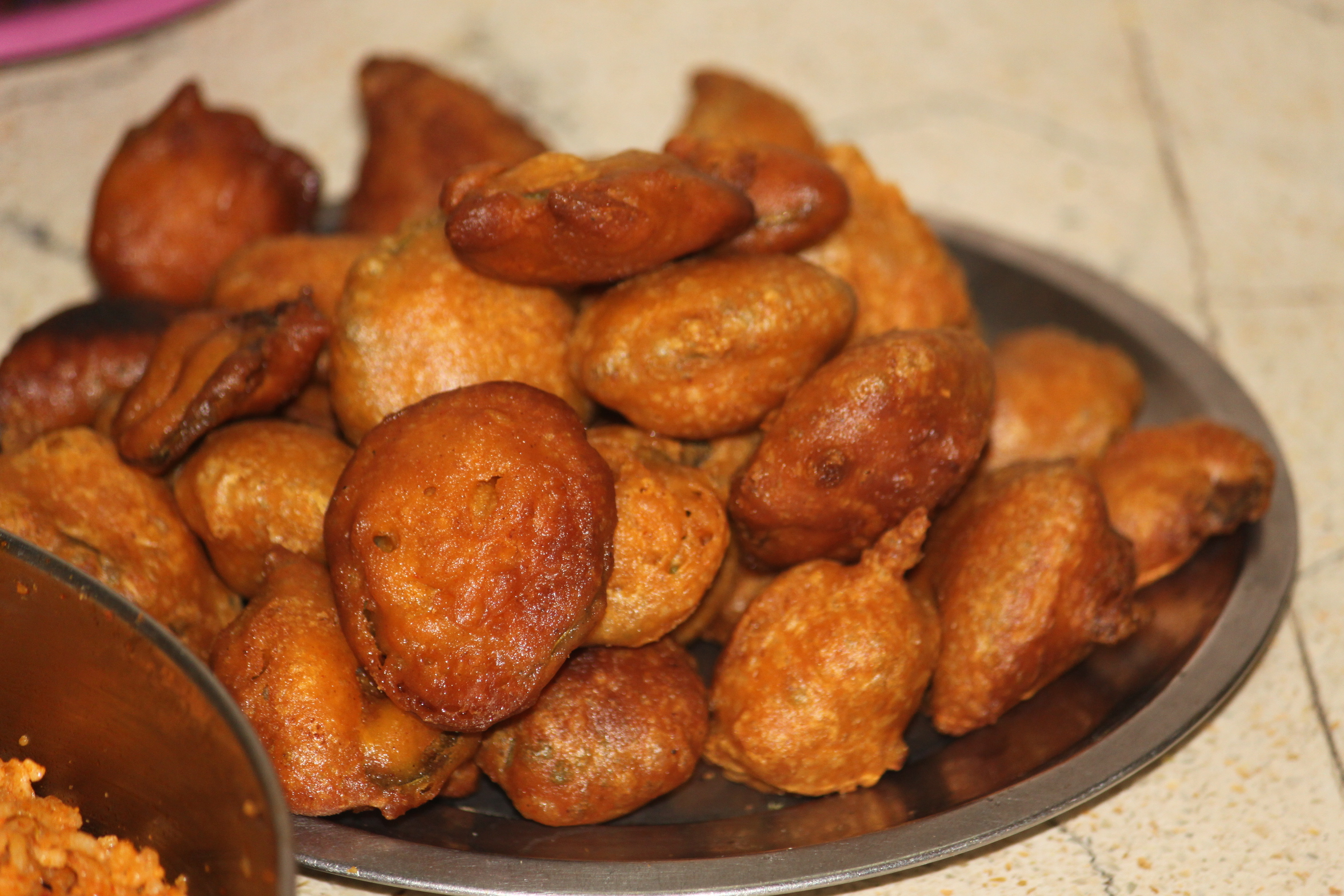
Aloo bajji - Một biến thể
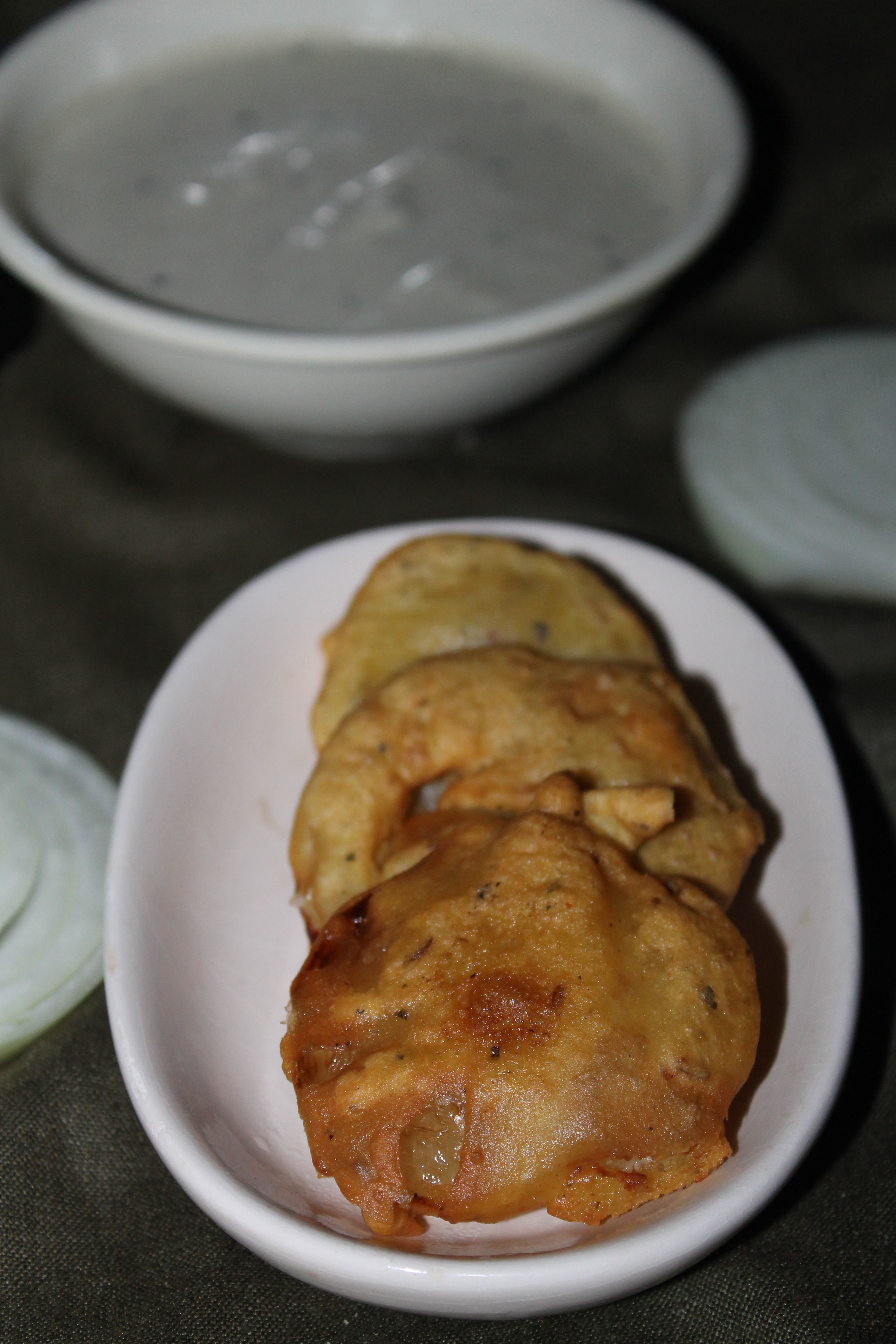
Onion bajji
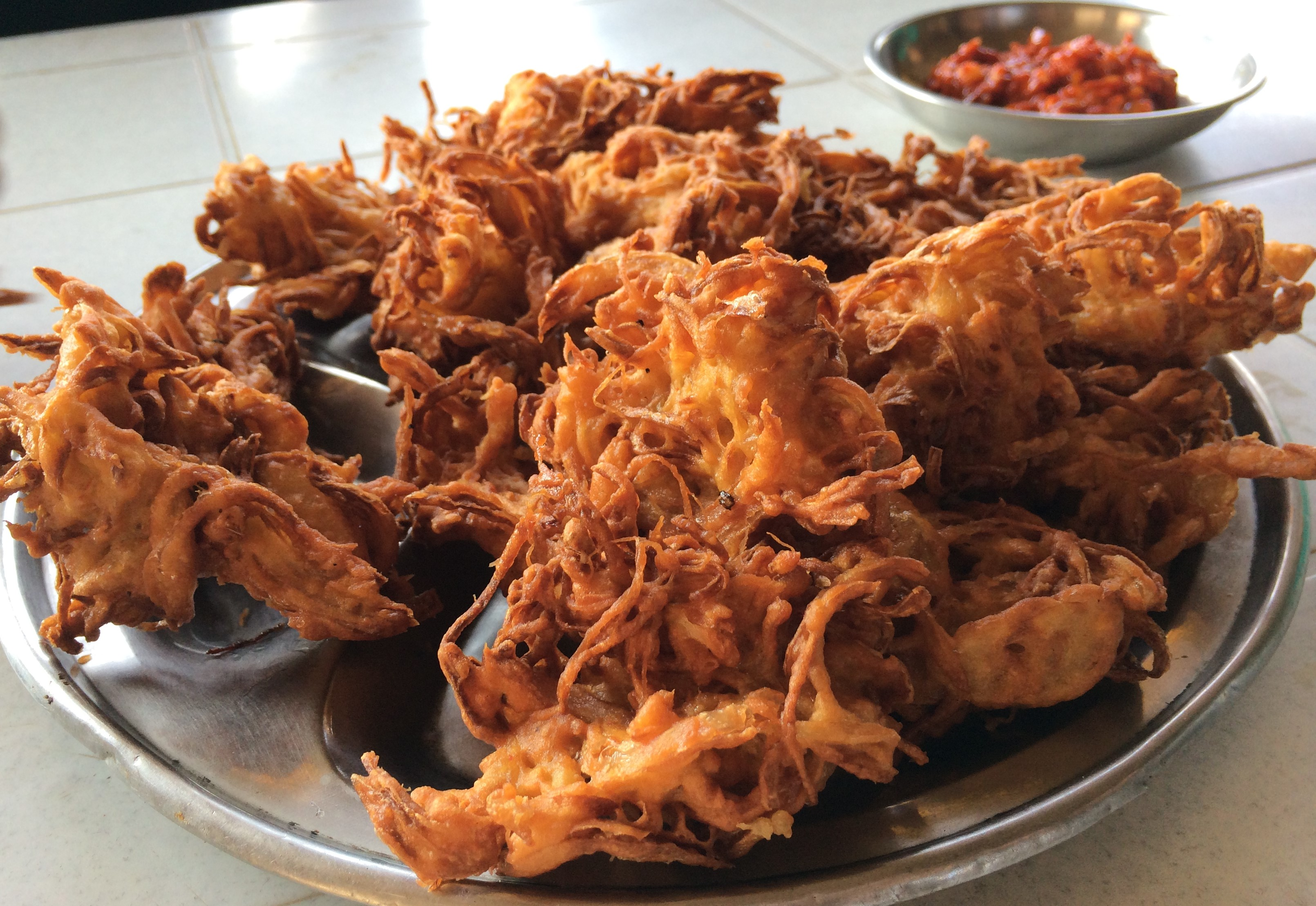
Kanda Bhaji